# Jakubowo Kisielickie
Jakubowo Kisielickie – wieś w Polsce położona w województwie warmińsko-mazurskim, w powiecie iławskim, w gminie Susz, na Pojezierzu Iławskim.
W latach 1954–1959 wieś należała i była siedzibą władz gromady Jakubowo Kisielickie, po jej zniesieniu w gromadzie Redaki. W latach 1975–1998 miejscowość administracyjnie należała do województwa elbląskiego.